# 호쿠류정
호쿠류정(일본어: 北竜町)은 일본 홋카이도 소라치 종합진흥국 관내 북부에 있는 정이다.
이름은 호쿠류정이 탄생 이전에 속해 있었던 우류정의 북부에 인접한 것에서 유래한다. 해바라기의 작부 면적은 일본 제일을 자랑해 해바라기를 중심으로 정 만들기를 실시하고 있다.

## 지리
소라치 지방 북부, 우류강 서안에 위치한다. 동부는 평야이고 서부는 산악 지대이다.

### 인접한 자치체
- 소라치 종합진흥국
  - 우류군 우류정, 모세우시정, 짓푸베쓰정, 누마타정

- 루모이 진흥국
  - 루모이시
  - 마시케군 마시케정

## 역사
- 1899년 - 우류군 우류촌(현 우류정)이 분리되어 우류군 호쿠류촌이 성립하였다.
- 1914년 - 호쿠류촌에서 가미호쿠류촌(현 누마타정)이 분리되었다.
- 1915년 - 2급 정촌제를 시행해 호쿠류촌이 되었다.
- 1961년 - 정으로 승격해 호쿠류정이 되었다.

## 경제

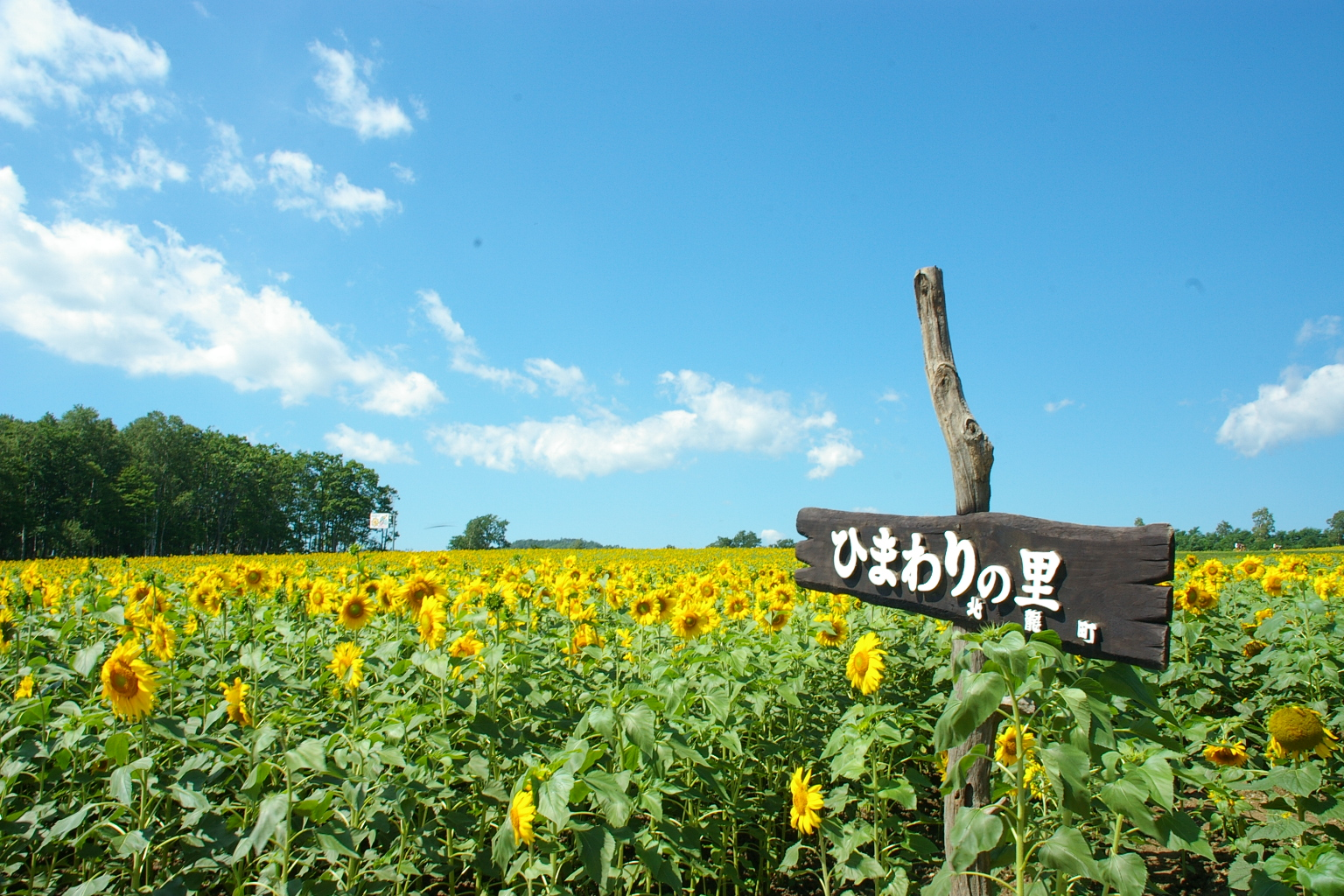
호쿠류의 해바라기밭

기간산업은 농업(벼농사, 밭농사)이다. 해바라기의 작부 면적은 일본 제일이다.

## 교통

### 도로
- 후카가와루모이 자동차도
- 국도 233호선
- 국도 275호선